# Tangentbordsdammsugare

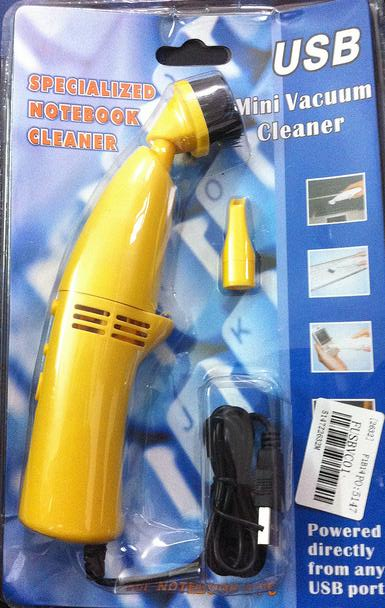
Tangentbordsdammsugare

Tangentbordsdammsugare är ett städredskap som är gjort för att rengöra tangentbord. Uppbyggnaden påminner starkt om vanliga dammsugare fast mindre och förenklade, till exempel så saknar de flesta HEPA-filter.
Tangentbordsdammsugare är gjorda så att de drivs på 5 volt likström, så att de kan drivas direkt igenom till exempel PC:ns USB-port och slippa separat strömförsörjning och de kommer ofta med speciella munstycken som är anpassade för tangentbord.